# League Cup 1973/74
Der League Cup 1973/74 war die 14. Austragung des Football League Cup (meist nur als League Cup bekannt).
Am Pokalwettbewerb, der am 28. August 1973 für die 92 englischen Spitzenvereine begann, nahmen zum vierten Mal alle Mannschaften teil und wurde in den ersten fünf Runden im K.-o.-System über eine Partie und im Halbfinale über Hin- und Rückspiel entschieden. Das Finale, das am 2. März 1974 in nur einem Spiel im neutralen Wembley-Stadion ausgetragen wurde, entschied der Erstligist Wolverhampton Wanderers mit 2:1 für sich. Unterlegener Finalist war Manchester City.

## Wettbewerb

### Erste Runde
Zur ersten Runde traten die Vereine an, die in der Vorsaison 1972/73 die 56 schwächsten Platzierungen in der Gesamttabelle aller vier Profiligen belegt haben. Anders gesprochen hatten die besten 36 Mannschaften im englischen Profiligasystem in der ersten Runde ein Freilos.
| Datum           |                        | Ergebnis |                    |
| --------------- | ---------------------- | -------- | ------------------ |
| 28. August 1973 | FC Aldershot           | 1:1      | Cambridge United   |
| 28. August 1973 | Bolton Wanderers       | 1:1      | Preston North End  |
| 28. August 1973 | AFC Bournemouth        | 1:0      | Bristol Rovers     |
| 28. August 1973 | FC Brentford           | 1:2      | Leyton Orient      |
| 28. August 1973 | Brighton & Hove Albion | 1:2      | Charlton Athletic  |
| 28. August 1973 | FC Bury                | 0:0      | Oldham Athletic    |
| 28. August 1973 | Cardiff City           | 2:0      | Hereford United    |
| 28. August 1973 | Carlisle United        | 2:2      | AFC Workington     |
| 28. August 1973 | Chester City           | 0:2      | AFC Wrexham        |
| 28. August 1973 | FC Chesterfield        | 1:1      | Mansfield Town     |
| 28. August 1973 | FC Darlington          | 2:1      | Bradford City      |
| 28. August 1973 | FC Gillingham          | 4:2      | Colchester United  |
| 28. August 1973 | Grimsby Town           | 2:1      | Northampton Town   |
| 28. August 1973 | Halifax Town           | 1:1      | FC Barnsley        |
| 28. August 1973 | Notts County           | 3:4      | Doncaster Rovers   |
| 28. August 1973 | Peterborough United    | 2:2      | Scunthorpe United  |
| 28. August 1973 | FC Portsmouth          | 2:1      | Southend United    |
| 28. August 1973 | FC Reading             | 2:2      | FC Watford         |
| 28. August 1973 | AFC Rochdale           | 5:3      | Hartlepool United  |
| 28. August 1973 | Rotherham United       | 2:1      | Lincoln City       |
| 28. August 1973 | FC Southport           | 1:1      | Blackburn Rovers   |
| 28. August 1973 | Stockport County       | 2:0      | Port Vale          |
| 28. August 1973 | Swansea City           | 1:1      | Exeter City        |
| 28. August 1973 | Swindon Town           | 3:3      | AFC Newport County |
| 28. August 1973 | Torquay United         | 0:2      | Plymouth Argyle    |
| 28. August 1973 | Tranmere Rovers        | 3:3      | Crewe Alexandra    |
| 28. August 1973 | FC Walsall             | 6:1      | Shrewsbury Town    |
| 28. August 1973 | York City              | 1:0      | Huddersfield Town  |

#### Wiederholungsspiele
| Datum             |                    | Ergebnis  |                     |
| ----------------- | ------------------ | --------- | ------------------- |
| 4. September 1973 | FC Barnsley        | 0:1       | Halifax Town        |
| 4. September 1973 | AFC Newport County | 1:2       | Swindon Town        |
| 4. September 1973 | Oldham Athletic    | 2:3       | FC Bury             |
| 4. September 1973 | Scunthorpe United  | 2:1       | Peterborough United |
| 5. September 1973 | Blackburn Rovers   | 3:1 n. V. | FC Southport        |
| 5. September 1973 | Cambridge United   | 3:0       | FC Aldershot        |
| 5. September 1973 | Crewe Alexandra    | 0:1       | Tranmere Rovers     |
| 5. September 1973 | Exeter City        | 2:1 n. V. | Swansea City        |
| 5. September 1973 | Mansfield Town     | 0:1       | FC Chesterfield     |
| 5. September 1973 | Preston North End  | 0:2 n. V. | Bolton Wanderers    |
| 5. September 1973 | FC Watford         | 2:3       | FC Reading          |
| 5. September 1973 | AFC Workington     | 0:1       | Carlisle United     |

### Zweite Runde
Aus den beiden oberen Spielklassen gesellten sich nun die verbliebenen 36 Mannschaften hinzu.
| Datum           |                      | Ergebnis |                         |
| --------------- | -------------------- | -------- | ----------------------- |
| 2. Oktober 1973 | FC Arsenal           | 0:1      | Tranmere Rovers         |
| 8. Oktober 1973 | FC Blackpool         | 1:1      | Birmingham City         |
| 8. Oktober 1973 | AFC Bournemouth      | 0:0      | Sheffield Wednesday     |
| 8. Oktober 1973 | FC Bury              | 2:0      | Cambridge United        |
| 8. Oktober 1973 | Cardiff City         | 2:2      | FC Burnley              |
| 8. Oktober 1973 | FC Chesterfield      | 1:0      | Swindon Town            |
| 8. Oktober 1973 | Coventry City        | 5:1      | FC Darlington           |
| 8. Oktober 1973 | Derby County         | 2:2      | AFC Sunderland          |
| 8. Oktober 1973 | FC Everton           | 1:0      | FC Reading              |
| 8. Oktober 1973 | FC Gillingham        | 1:2      | Carlisle United         |
| 8. Oktober 1973 | Halifax Town         | 0:3      | Wolverhampton Wanderers |
| 8. Oktober 1973 | Ipswich Town         | 2:0      | Leeds United            |
| 8. Oktober 1973 | Leicester City       | 3:3      | Hull City               |
| 8. Oktober 1973 | Leyton Orient        | 2:0      | Blackburn Rovers        |
| 8. Oktober 1973 | Luton Town           | 1:1      | Grimsby Town            |
| 8. Oktober 1973 | Manchester United    | 0:1      | FC Middlesbrough        |
| 8. Oktober 1973 | FC Millwall          | 0:0      | Nottingham Forest       |
| 8. Oktober 1973 | Newcastle United     | 6:0      | Doncaster Rovers        |
| 8. Oktober 1973 | Norwich City         | 6:2      | AFC Wrexham             |
| 8. Oktober 1973 | Oxford United        | 1:1      | FC Fulham               |
| 8. Oktober 1973 | Plymouth Argyle      | 4:0      | FC Portsmouth           |
| 8. Oktober 1973 | Queens Park Rangers  | 1:0      | Tottenham Hotspur       |
| 8. Oktober 1973 | AFC Rochdale         | 0:4      | Bolton Wanderers        |
| 8. Oktober 1973 | Rotherham United     | 1:4      | Exeter City             |
| 8. Oktober 1973 | Scunthorpe United    | 0:0      | Bristol City            |
| 8. Oktober 1973 | FC Southampton       | 3:0      | Charlton Athletic       |
| 8. Oktober 1973 | Stockport County     | 1:0      | Crystal Palace          |
| 8. Oktober 1973 | Stoke City           | 1:0      | FC Chelsea              |
| 8. Oktober 1973 | FC Walsall           | 0:0      | Manchester City         |
| 8. Oktober 1973 | West Bromwich Albion | 2:1      | Sheffield United        |
| 8. Oktober 1973 | West Ham United      | 2:2      | FC Liverpool            |
| 8. Oktober 1973 | York City            | 1:0      | Aston Villa             |

#### Wiederholungsspiele
| Datum            |                     | Ergebnis  |                     |
| ---------------- | ------------------- | --------- | ------------------- |
| 15. Oktober 1973 | Sheffield Wednesday | 2:2 n. V. | AFC Bournemouth     |
| 16. Oktober 1973 | Birmingham City     | 4:2       | FC Blackpool        |
| 16. Oktober 1973 | Bristol City        | 2:1 n. V. | Scunthorpe United   |
| 16. Oktober 1973 | FC Burnley          | 3:2 n. V. | Cardiff City        |
| 16. Oktober 1973 | FC Fulham           | 3:0       | Oxford United       |
| 16. Oktober 1973 | Grimsby Town        | 0:0 n. V. | Luton Town          |
| 16. Oktober 1973 | Nottingham Forest   | 1:3       | FC Millwall         |
| 22. Oktober 1973 | Manchester City     | 0:0 n. V. | FC Walsall          |
| 23. Oktober 1973 | Luton Town          | 2:0       | Grimsby Town        |
| 29. Oktober 1973 | AFC Bournemouth     | 1:2 n. V. | Sheffield Wednesday |
| 29. Oktober 1973 | FC Liverpool        | 1:0       | West Ham United     |
| 29. Oktober 1973 | AFC Sunderland      | 1:1 n. V. | Derby County        |
| 30. Oktober 1973 | FC Walsall          | 0:4       | Manchester City     |
| 31. Oktober 1973 | Derby County        | 0:3       | AFC Sunderland      |
| 31. Oktober 1973 | Hull City           | 3:2       | Leicester City      |

### Dritte Runde
| Datum             |                      | Ergebnis |                         |
| ----------------- | -------------------- | -------- | ----------------------- |
| 30. Oktober 1973  | Birmingham City      | 2:2      | Newcastle United        |
| 30. Oktober 1973  | Bristol City         | 2:2      | Coventry City           |
| 30. Oktober 1973  | FC Burnley           | 1:2      | Plymouth Argyle         |
| 30. Oktober 1973  | FC Everton           | 0:1      | Norwich City            |
| 30. Oktober 1973  | FC Southampton       | 3:0      | FC Chesterfield         |
| 31. Oktober 1973  | FC Fulham            | 2:2      | Ipswich Town            |
| 31. Oktober 1973  | Leyton Orient        | 1:1      | York City               |
| 31. Oktober 1973  | Luton Town           | 0:0      | FC Bury                 |
| 31. Oktober 1973  | FC Millwall          | 1:1      | Bolton Wanderers        |
| 31. Oktober 1973  | Stoke City           | 1:1      | FC Middlesbrough        |
| 31. Oktober 1973  | Tranmere Rovers      | 1:1      | Wolverhampton Wanderers |
| 31. Oktober 1973  | West Bromwich Albion | 1:3      | Exeter City             |
| 6. November 1973  | Carlisle United      | 0:1      | Manchester City         |
| 6. November 1973  | Hull City            | 4:1      | Stockport County        |
| 6. November 1973  | Queens Park Rangers  | 8:2      | Sheffield Wednesday     |
| 21. November 1973 | AFC Sunderland       | 0:2      | FC Liverpool            |

#### Wiederholungsspiele
| Datum             |                         | Ergebnis  |                 |
| ----------------- | ----------------------- | --------- | --------------- |
| 6. November 1973  | Bolton Wanderers        | 1:2       | FC Millwall     |
| 6. November 1973  | FC Bury                 | 2:3       | Luton Town      |
| 6. November 1973  | Coventry City           | 2:1       | Bristol City    |
| 6. November 1973  | York City               | 2:1       | Leyton Orient   |
| 13. November 1973 | Wolverhampton Wanderers | 2:1       | Tranmere Rovers |
| 14. November 1973 | Ipswich Town            | 2:1       | FC Fulham       |
| 16. November 1973 | FC Middlesbrough        | 1:2 n. V. | Stoke City      |
| 17. November 1973 | Newcastle United        | 0:1 n. V. | Birmingham City |

### Vierte Runde
| Datum             |                         | Ergebnis |                 |
| ----------------- | ----------------------- | -------- | --------------- |
| 20. November 1973 | Coventry City           | 2:1      | Stoke City      |
| 20. November 1973 | Queens Park Rangers     | 0:3      | Plymouth Argyle |
| 20. November 1973 | Wolverhampton Wanderers | 5:1      | Exeter City     |
| 21. November 1973 | Ipswich Town            | 1:3      | Birmingham City |
| 21. November 1973 | FC Millwall             | 3:1      | Luton Town      |
| 21. November 1973 | FC Southampton          | 0:2      | Norwich City    |
| 21. November 1973 | York City               | 0:0      | Manchester City |
| 27. November 1973 | Hull City               | 0:0      | FC Liverpool    |

#### Wiederholungsspiel
| Datum            |                 | Ergebnis |           |
| ---------------- | --------------- | -------- | --------- |
| 4. Dezember 1973 | FC Liverpool    | 3:1      | Hull City |
| 5. Dezember 1973 | Manchester City | 4:1      | York City |

### Viertelfinale
| Datum             |                         | Ergebnis |                 |
| ----------------- | ----------------------- | -------- | --------------- |
| 19. Dezember 1973 | Birmingham City         | 1:2      | Plymouth Argyle |
| 19. Dezember 1973 | Coventry City           | 2:2      | Manchester City |
| 19. Dezember 1973 | FC Millwall             | 1:1      | Norwich City    |
| 19. Dezember 1973 | Wolverhampton Wanderers | 1:0      | FC Liverpool    |

#### Wiederholungsspiele
| Datum           |                 | Ergebnis |               |
| --------------- | --------------- | -------- | ------------- |
| 16. Januar 1974 | Norwich City    | 2:1      | FC Millwall   |
| 16. Januar 1974 | Manchester City | 4:2      | Coventry City |

### Halbfinale
Die Hinspiele wurden am 23. Januar 1974, die Rückspiele am 26. Januar 1974 und 30. Januar 1974 ausgetragen.
|                 | Gesamt |                         | Hinspiel | Rückspiel |
| --------------- | ------ | ----------------------- | -------- | --------- |
| Norwich City    | 1:2    | Wolverhampton Wanderers | 1:1      | 0:1       |
| Plymouth Argyle | 1:3    | Manchester City         | 1:1      | 0:2       |

### Finale
| Wolverhampton Wanderers                           | Wolverhampton Wanderers | Manchester City | Manchester City |
| ------------------------------------------------- | --- | --- | --------------- |
| Wolverhampton Wanderers                           | \| Finale \| \| Samstag, 2. März 1974 in London (Wembley-Stadion) \| \| Ergebnis: 2:1 (1:0) \| \| Zuschauer: 97.886 \| \| Schiedsrichter: Dave Wallace \| \| Spielbericht \|                             | \| Finale \| \| Samstag, 2. März 1974 in London (Wembley-Stadion) \| \| Ergebnis: 2:1 (1:0) \| \| Zuschauer: 97.886 \| \| Schiedsrichter: Dave Wallace \| \| Spielbericht \| | Manchester City |
| Wolverhampton Wanderers                           | Gary Pierce, Geoff Palmer, Derek Parkin, Mike Bailey, Frank Munro, John McAlle, Kenny Hibbitt, Alan Sunderland, John Richards, Derek Dougan, Dave Wagstaffe (Barry Powell/83.) Cheftrainer: Bill McGarry | Keith MacRae, Glyn Pardoe, Willie Donachie, Mike Doyle, Tommy Booth, Tony Towers, Mike Summerbee, Colin Bell, Francis Lee, Denis Law, Rodney Marsh Cheftrainer: Ron Saunders | Manchester City |
| Wolverhampton Wanderers                           | 1:0 Kenny Hibbitt (44.) 2:1 John Richards (85.) | 1:1 Colin Bell (59.) | Manchester City |
| Finale                                            | | |                 |
| Samstag, 2. März 1974 in London (Wembley-Stadion) | | |                 |
| Ergebnis: 2:1 (1:0)                               | | |                 |
| Zuschauer: 97.886                                 | | |                 |
| Schiedsrichter: Dave Wallace                      | | |                 |
| Spielbericht                                      | | |                 |